# Roger Pingeon
Roger Pingeon (Hauteville-Lompnes, 28 agosto 1940 – Beaupont, 19 marzo 2017) è stato un ciclista su strada francese.
Professionista dal 1964 al 1974, vinse il Tour de France 1967 e la Vuelta a España 1969.
Nel 1971 sollevò un caso il suo diverbio col direttore sportivo Gaston Plaud, in seguito al quale Pingeon si rifiutò di partecipare al Tour de France.

## Palmarès
- 1964

Polymultipliée lyonnaise
- 1966

2ª tappa, 1ª semitappa Critérium National
- 1967

5ª tappa, 1ª semitappa Tour de France (Roubaix > Jambes)
Classifica generale Tour de France
2ª tappa Parigi-Lussemburgo
- 1968

15ª tappa Tour de France (Font-Romeu > Albi)
18ª tappa Tour de France (Saint-Étienne > Grenoble)
- 1969

12ª tappa Vuelta a España
14ª tappa Vuelta a España
Classifica generale Vuelta a España
9ª tappa Tour de France (Thonon-les-Bains > Chamonix)
Flèche Enghiennoise
- 1972

1ª tappa Critérium du Dauphiné Libéré
- 1974

Grand Prix de Plumelec

### Altri successi
- 1969

Classifica scalatori Critérium du Dauphiné Libéré
- 1972

Prologo Critérium du Dauphiné Libéré (cronosquadre)

## Piazzamenti

### Grandi giri
- Tour de France

1965: 12º
1966: 8º
1967: vincitore
1968: 5º
1969: 2º
1970: ritirato (7ª/2ª tappa)
1972: ritirato (9ª tappa)
1974: 11º
- Vuelta a España

1969: vincitore

### Classiche
- Milano-Sanremo

1966: 80º
1968: 97º
1969: 35º
1972: 36º
- Giro delle Fiandre

1970: 11º
1971: 41º
- Parigi-Roubaix

1968: ritirato
1969: ritirato
- Liegi-Bastogne-Liegi

1968: 7º
- Giro di Lombardia

1966: ritirato
1967: ritirato
1969: 16º
1970: 24º
1971: ritirato

### Competizioni mondiali
- Campionati del mondo

Heerlen 1967 - In linea: 36º
Imola 1968 - In linea: ritirato
Zolder 1969 - In linea: ritirato

## Riconoscimenti
- Medaglia d'oro dell'Accademia dello Sport nel 1967